# Paranoid (bài hát của Black Sabbath)
"Paranoid" là một bài hát của ban nhạc heavy metal người Anh Black Sabbath trích từ album thứ hai Paranoid (1970) của nhóm. Đây là đĩa đơn đầu tiên trích từ album, còn đĩa mặt B là bài "The Wizard". Ca khúc giành hạng 4 trên UK Singles Chart và vị trí số 61 trên Billboard Hot 100.

## Thông tin bài hát
"Paranoid" là đĩa đơn đầu tiên mà Black Sabbath phát hành, ra mắt 6 tháng kể từ ngày phát hành album đầu tay trùng tên của nhóm. Tay bass của Black Sabbath là Geezer Butler chia sẻ với tạp chí Guitar World vào tháng 3 năm 2004 như sau:
Rất nhiều bài trong album Paranoid được sáng tác trong khoảng thời gian chúng tôi làm album đầu tiên là Black Sabbath. Chúng tôi thu âm toàn bộ trong khoảng 2 hoặc 3 ngày, trực tiếp trong phòng thu. Bài "Paranoid" là một sáng tác muộn màng. Cơ bản thì chúng tôi cần 3 phút để lấp đầy nốt album, rồi Tony nảy ra khúc riff. Tôi nhanh chóng viết lời, và Ozzy vừa đọc chúng vừa hát.

Bài hát là một ngũ cung nốt Mi và chỉ sử dụng chùm nốt chính là "hợp âm cơ bản/hợp âm 5". Khúc guitar solo là một tín hiệu tạp âm không hiệu ứng ở kênh bên trái, được ráp thông qua mạch biến điện vòng và chuyển qua kênh bên phải; hiệu ứng này một lần nữa được dùng trong bài "Johnny Blade" Theo các trang đọc bản nhạc còn sót lại, "Paranoid" từng có tên là "The Paranoid."
"Paranoid" sau cùng trở thành tên của album và có một điều bất thường là từ paranoid không hề xuất hiện trong lời bài hát. Lúc đầu ban nhạc muốn đặt tên album là War Pigs theo bài hát cùng tên, nhưng công ty thu âm đã thuyết phục họ chọn cái tên "Paranoid" bởi nó ít phản cảm hơn. "Paranoid" đã gây ra tranh cãi vì dường như có tính cổ động tự sát, giống như bài "Suicide Solution". Cụ thể, câu hát "Tôi bảo bạn hãy tận hưởng cuộc sống" bị nghe lộn thành "Tôi bảo bạn hãy kết thúc cuộc đời đi".

## Di sản
"Paranoid" được liệt ở vị trí số 34 trong danh sách 40 ca khúc nhạc metal xuất sắc nhất của VH1. tháng 3 năm 2005, tạp chí Q xếp bài hát ở vị trí số 11 trong danh sách 100 bài hát bằng guitar xuất sắc nhất. Tờ Rolling Stone thì liệt bản nhạc ở hạng 250 trong danh sách 500 bài hát hay nhất mọi thời đại. "Paranoid" được ấn phẩm Rock - Das Gesamtwerk der größten Rock-Acts im Check của Đức tôn vinh là bài hát hay thứ 5 của Black Sabbath.
Nhóm nhạc punk rock người Mỹ the Dickies đã cover bài hát trong album đầu tay the Incredible Shrinking Dickies (1979) của nhóm. Sau khi phát hành đĩa đơn, bản cover này đạt hạng 45 trên UK Singles Chart. Bản nhạc gốc của Black Sabbath từng được sử dụng nhiều lần trong nhiều bộ phim điện ảnh và chương trình truyền hình như Sid & Nancy, Private Parts, Dazed and Confused, The Stoned Age, Any Given Sunday, Almost Famous, Slugs, We Are Marshall, Dark Shadows, Angry Birds, Biệt đội cảm tử, Kong: Đảo Đầu lâu và CHiPs. Bài hát còn được dùng trong các trò chơi điện tử như Rock n' Roll Racing, Guitar Hero 3, Madden NFL 10, WWE 2K17 và Dave Mirra Freestyle BMX 2.
Bài hát đã được cover bởi nhóm nhạc industrial rock the Clay People trong album tuyển tập của nhiều nghệ sĩ mang tên Shut Up Kitty, phát hành vào năm 1993. Soft Cell đã thể hiện bản cover của "Paranoid" trong những live show đầu tiên, trước khi phát hành album đầu tay của nhóm; đĩa demo bản cover được phát hành trong album tuyển tập The Bedsit Tapes vào năm 2005. Một phiên bản cover nhạc sống bài hát của Doctor and the Medics được thu thành đĩa 12" trong đĩa đơn "Burn" của nhóm vào năm 1986. Skrewdriver cũng cover ca khúc trong album "The Strong Survive" vào năm 1990. Ban nhạc thrash metal Megadeth là nghệ sĩ cover ca khúc cho album tuyển tập tri ân Black Sabbath mang tên Nativity in Black: A Tribute to Black Sabbath (1994). Bản cover còn có mặt trong đĩa EP Hidden Treasures ra mắt vào năm 1995. Weezer cũng cover bài hát trong album toàn các bài cover mang tên The Teal Album.
Ở Phần Lan, "Paranoid" được xem trọng tương đương bài "Free Bird" của Lynyrd Skynyrd ở Mỹ bởi bài hát có thể làm khán giả thấy hài hước khi đề nghị nghệ sĩ trình diễn trong một buổi hòa nhạc. Vì thế dù khán giá có yêu cầu bất cứ một ban nhạc hoặc thể loại nhạc nào, một người sẽ hét lên "Soittakaa 'Paranoid'!" ("Chơi bài 'Paranoid' đi!") trong một buổi diễn. Năm 2003, với việc "Changes" giành ngôi quán quân UK Singles Chart, Ozzy Osbourne đã phá kỷ lục về quãng thời gian dài nhất giữa bài hát đầu tiên có mặt trên UK Singles Chart ("Paranoid" đạt hạng 4) và bài hát đầu tiên đoạt ngôi quán quân của bảng xếp hạng này – lên tới 33 năm.

## Đội hình thể hiện
- Ozzy Osbourne – hát
- Tony Iommi – guitar
- Geezer Butler – bass
- Bill Ward – trống

## Tôn vinh
| Ấn phẩm                          | Quốc gia      | Tôn vinh                                                                   | Năm  | Hạng |
| -------------------------------- | ------------- | -------------------------------------------------------------------------- | ---- | ---- |
| NME                              | Liên hiệp Anh | "Top 100 đĩa đơn hay nhất mọi thời đại"                                    | 1976 | 41   |
| Spin                             | Mỹ            | "100 đĩa đơn xuất sắc nhất mọi thời đại"                                   | 1989 | 81   |
| Radio Veronica                   | Hà Lan        | "Danh sách siêu bản nhạc mọi thời đại"                                     | 1989 | 16   |
| Đại sảnh danh vọng Rock and Roll | Mỹ            | "500 bài hát định hình Rock and Roll của Đại sảnh danh vọng Rock and Roll" | 1994 | *    |
| Guitarist                        | Liên hiệp Anh | "Top 100 khúc guitar solo hay nhất mọi thời đại"                           | 1998 | 84   |
| Rolling Stone                    | Mỹ            | "500 ca khúc hay nhất mọi thời đại"                                        | 2004 | 250  |
| Q                                | Liên hiệp Anh | "1010 ca khúc bạn phải có!"                                                | 2004 | *    |
| Q                                | Liên hiệp Anh | "100 bài hát guitar xuất sắc nhất!"                                        | 2005 | 11   |
| Q                                | Liên hiệp Anh | "100 ca khúc xuất sắc nhất mọi thời đại"                                   | 2006 | 100  |
| VH1                              | Mỹ            | "40 ca khúc nhạc metal xuất sắc nhất"                                      | 2006 | 1    |
| VH1                              | Mỹ            | "100 ca khúc hard rock xuất sắc nhất"                                      | 2008 | 4    |

(*) chỉ những danh sách không xếp thứ tự.

## Danh sách bài hát
- 7" single (Vertigo 6059 010)[32]

1. "Paranoid" – 2:45
2. "The Wizard" – 4:20

- 7" single (Vertigo 6059 014)

1. "Paranoid" – 2:50
2. "Rat Salad" – 2:30

- 7" singles (Vertigo AS 109)

1. "Paranoid" – 2:50
2. "Happy Being Me"[I] – 15:54

- 7" tái phát hành 1977 (Immediate 103 466)

1. "Paranoid" – 2:50
2. "Evil Woman" – 3:25

- 7" tái phát hành 1977 (Nems SRS 510.044)

1. "Paranoid" – 2:50
2. "Tomorrow's Dream" – 3:11

- 7" tái phát hành 1980 (Spiegelei INT 110.604)

1. "Paranoid" – 2:45
2. "Snowblind" – 5:25

Ghi chú
- I^  "Happy Being Me" được thể hiện bởi Manfred Mann Chapter Three và xuất hiện trong album phòng thu thứ hai Manfred Mann Chapter Three Volume Two của nhóm.

## Xếp hạng và chứng nhận
| Xếp hạng (1970)                      | Vị trí cao nhất |
| ------------------------------------ | --------------- |
| Go-Set National Top 60 của Úc        | 18              |
| Austrian Singles Chart               | 3               |
| Canadian Singles Chart               | 54              |
| Danish Singles Chart                 | 1               |
| French Singles Chart                 | 7               |
| German Singles Chart                 | 1               |
| Irish Singles Chart                  | 12              |
| Netherlands Singles Chart            | 2               |
| Norwegian Singles Chart              | 6               |
| South African Springbok Radio Top 20 | 3               |
| Swiss Singles Chart                  | 2               |
| UK Singles Chart                     | 4               |
| Billboard Hot 100 của Mỹ             | 61              |
| Cashbox Top 100 của Mỹ               | 79              |

| Quốc gia                                                    | Chứng nhận | Số đơn vị/doanh số chứng nhận |
| ----------------------------------------------------------- | ---------- | ----------------------------- |
| Ý (FIMI)                                                    | Bạch kim   | 50.000‡                       |
| Anh Quốc (BPI)                                              | Vàng       | 500.000‡                      |
| ‡ Chứng nhận dựa theo doanh số tiêu thụ và phát trực tuyến. |            |                               |